# Golem de Kruja
Golem (en griego: Goulamos) (en albanés: Gulam) fue un noble greco-albanés, señor de Kruja y Elbasan hacia 1252. Se casó con la hija del sebastos Gregorio Kamonas y Komnena Nemanjić, heredando los dominios de su suegro. Fue el último príncipe del Principado de Albanon.

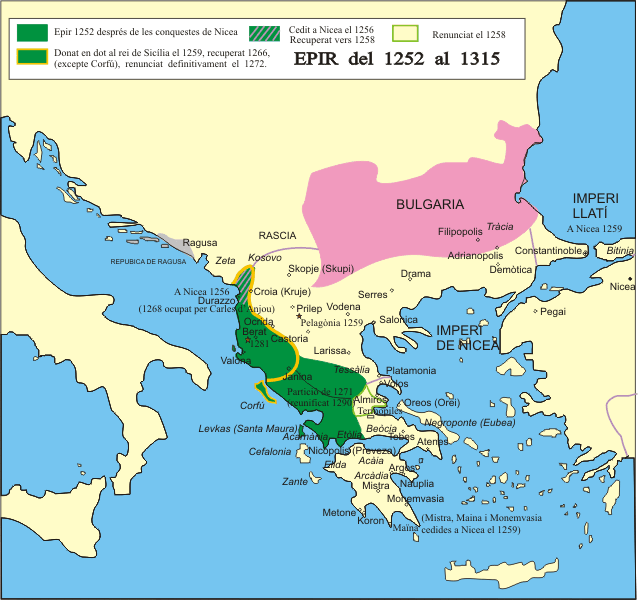
Despotado de Epiro 1252-1315

Durante los conflictos entre Miguel II Comneno Ducas de Epiro y el emperador Juan III Ducas Vatatzes, Golem y Teodoro Petraliphas, que inicialmente eran aliados de Miguel, se pasaron al bando de Juan III en 1252. Se lo menciona por última vez en las fuentes históricas entre otros nobles locales, en una reunión con Jorge Akropolites en Durazzo en 1256. A su muerte, el título de señor de Kruja fue abolido.